# Albert Michael Powell
Albert Michael Powell (* 26. August 1937 in Coleman, Texas) ist ein US-amerikanischer Botaniker und Pflanzensammler. Sein offizielles botanisches Autorenkürzel lautet „A.M.Powell“.

## Leben und Wirken
Powell ist eines von drei Kindern des Maurers Everett Powell und seiner Frau Welma. Er war schon früh an Biologie interessiert, seine Faszination für die Botanik entwickelte sich jedoch erst während seines Studiums an der Sul Ross State University in Alpine, Texas. 1957 erwarb er am Howard County Junior College in San Angelo sein Associate of Arts Degree. Anschließend graduierte er an der Sul Ross State University zum Bachelor of Science und zum Master of Arts. 1963 promovierte er an der University of Texas at Austin zum Ph.D. und ging an die biologische Fakultät der Sul Ross State University. 1968 wurde er zum Professor ernannt. Zwischen 1978 und 1997 war er Vorsitzender der botanischen Abteilung. 2003 ging er als Professor Emeritus in den Ruhestand. Powell betrieb intensive Studien in der Chihuahua-Wüste und trug über 100.000 Pflanzenexemplare für sein Herbarium in Sul Ross zusammen. 1996 eröffnete er einen Kakteengarten mit 124 verschiedenen Arten aus der Chihuahua-Wüste auf dem Campus der Sul Ross State University.
Powell veröffentlichte über 100 wissenschaftliche Artikel in professionellen Journalen und schrieb mehrere Bücher, davon einige mit seiner Frau Shirley, mit der er drei Kinder hat. Zu seinen bekanntesten Büchern zählen Trees and Shrubs of the Trans-Pecos (1988), Cacti of the Trans-Pecos (2004) und Cacti of West Texas, a Field Guide (2008).

## Werke (Auswahl)
- A study of the vegetation on the Cienega Mountain area, 1960
- Trees and Shrubs of the Trans-Pecos, 1988
- Grasses of the Trans-Pecos and Adjacent Areas, 2000
- Ferns and Fern Allies of the Trans-Pecos and Adjacent Areas, 2002
- Cacti of the Trans-Pecos, 2004
- Cacti of West Texas, a Field Guide, 2008